# Liste des comtesses de Toulouse
Cet article présente les femmes ayant été comtesses de Toulouse, soit à titre héréditaire, soit en tant qu'épouse d'un comte.

De gueules à la croix vidée, cléchée et pommetée d'or.

## Premières comtesses franques (778-849)
| Nom              | Époux                                    | Titres | Eléments biographiques |
| ---------------- | ---------------------------------------- | --- | --- |
| Cunégonde        | - Guillaume de Gellone                   | - Duchesse d'Aquitaine, marquise de Septimanie et comtesse de Toulouse                                           | - Mère d'Héribert et de Bernard de Septimanie.                                                                                      |
| Guilbourg        | - Guillaume de Gellone                   | - Duchesse d'Aquitaine, marquise de Septimanie et comtesse de Toulouse                                           | - Mère de Gaucelme de Roussillon et de Thierry III d'Autun.                                                                         |
| Dhuoda (800-843) | - Bernard de Septimanie (mariage en 824) | - Duchesse de Septimanie, comtesse de Barcelone et de Gérone (826-832, 835-843) - Comtesse de Toulouse (835-843) | - Filiation incertaine. Peut-être fille de Sanche Ier Loup de Vasconie - Mère de Guillaume de Septimanie et de Bernard Plantevelue. |

## Maison de Toulouse(849-1271)
| Portrait | Nom (dates)                      | Époux | Titres | Eléments biographiques |
| -------- | -------------------------------- | --- | --- | --- |
|          | Berthe (?-883)                   | - Raymond Ier de Toulouse | - Comtesse de Toulouse, de Quercy et de Rouergue (?-863) | - Fille d’un Rémy et d’une Arsinde. - Mère de Bernard de Rouergue et d'Eudes de Toulouse. |
|          | Ermengarde                       | - Bernard Plantevue | - Comtesse de Toulouse et d'Auvergne | - Mère de Guillaume d'Aquitaine. |
|          | Garsinde d'Albi (?-887)          | - Eudes de Toulouse (mariage en 860) | - Comtesse d'Albi (864-887) - Comtesse de Rouergue (872-887) - Comtesse de Quercy (877-887) - Comtesse de Toulouse (886-887)                                            | - Fille d'Ermengaud d'Albi. - Mère de Raymond II de Toulouse et d'Ermengaud de Rouergue. |
|          | Guinidilde (897-923)             | - Raymond II de Toulouse | - Comtesse de Toulouse, d'Albi et de Nîmes (?-923) | - Filiation incertaine. Peut-être de la Maison de Barcelone, fille de Guifred le Velu et de Guinidilde d'Empúries. - Mère de Raymond Pons de Toulouse. |
|          | Adélaïde d'Anjou (947-1026)      | - Étienne de Gévaudan (mariage vers 967) - Raymond IV de Toulouse (mariage vers 975) - Louis V de France (mariage en 980 ou 982) - Guillaume Ier de Provence (mariage en 984) | - Dame de Gévandan (967-970) - Comtesse de Toulouse (975-978) - Comtesse de Provence (984-993) - Régente puis co-régente de Provence (993-1026)                         | - Princesse ingelgerienne. Fille de Foulques II d'Anjou. - Mère de Pons de Gévaudan, d'Étienne de Gévaudan, de Guillaume III de Toulouse, de Guillaume II de Provence de Constance d'Arles et d'Ermengarde (comtesse d'Auvergne).                                     |
|          | Emma de Provence (980-1063)      | - Guillaume III de Toulouse (mariage en 1019) | - Comtesse de Toulouse (1019-1037) - Comtesse de Provence (de plein droit, 1037-1063)                                                                                   | - Princesse bosonide. Fille de Rotboald II de Provence et d'Ermengarde. - Mère de Pons de Toulouse et de Bertrand Ier de Provence. |
|          | Almodis de la Marche (1020-1071) | - Hugues V de Lusignan (mariage en 1038) - Pons de Toulouse (mariage en 1040) - Raimond-Bérenger Ier de Barcelone (mariage en 1053)                                           | - Dame de Lusignan (1038-1040) - Comtesse de Toulouse (1040-1053) - Comtesse de Barcelone (1053-1071)                                                                   | - Princesse de la Maison de Charroux. Fille de Bernard Ier de La Marche et de son épouse Amélie. - Mère d'Hugues VI de Lusignan, de Guillaume IV de Toulouse, de Raymond de Saint-Gilles, de Raimond-Bérenger II de Barcelone et de Bérenger-Raimond II de Barcelone. |
|          | Emma de Mortain (1058-?)         | - Guillaume IV de Toulouse (mariage en 1080) | - Comtesse de Toulouse (1080-?) | - Fille de Robert de Mortain et de Mathilde de Montgomery. - Mère de Philippa de Toulouse. |
|          | Elvire de Castille (1080-1151)   | - Raymond de Saint-Gilles (mariage en 1094) | - Comtesse de Toulouse et marquise de Provence (1094-1105) - Comtesse de Tripoli (1102-1105)                                                                            | - Princesse de la Dynastie Jiménez. Fille illégitime d’Alphonse VI de León et de Jimena Muñoz. - Mère d'Alphonse Jourdain. |
|          | Hélène de Bourgogne (1080-1141)  | - Bertrand de Toulouse (mariage en 1095) - Guillaume Ier de Ponthieu (mariage en 1115)                                                                                        | - Comtesse de Toulouse et marquise de Provence (1105-1109) - Comtesse de Tripoli (1109-1112) - Comtesse de Ponthieu (1115-1126) - Dame d'Alençon et de Sées (1119-1141) | - Princesse de la Maison capétienne de Bourgogne. Fille d'Eudes Ier de Bourgogne et de Sybille de Bourgogne. - Mère de Pons de Tripoli, de Guy II de Ponthieu, et de Jean Ier d'Alençon.                                                                              |
|          | Philippa de Toulouse (1070-1117) | - Guillaume IX d'Aquitaine (mariage en 1094) | - Duchesse d'Aquitaine et comtesse de Poitiers (1094-1117) - Comtesse de Toulouse (de plein droit, 1110-1117)                                                           | - Princesse de la Maison de Toulouse. Fille de Guillaume IV de Toulouse et d'Emma de Mortain. - Mère de Guillaume X d'Aquitaine, de Raymond de Poitiers et d'Agnès de Poitiers.                                                                                       |
|          | Faydide d'Uzès                   | - Alphonse Jourdain (mariage en 1125) | - Comtesse de Toulouse et marquise de Provence (1125-?) | - Fille de Decan Ier d'Uzès. - Mère de Raymond V de Toulouse et de Faidiva de Toulouse. |
|          | Constance de France (1128-1176)  | - Eustache IV de Boulogne (mariage en 1140) - Raymond V de Toulouse (mariage en 1154)                                                                                         | - Comtesse de Boulogne (1147-1153) - Comtesse de Toulouse et marquise de Provence (1154-1176)                                                                           | - Princesse capétienne. Fille de Louis VI de France et d'Adélaïde de Savoie. - Mère de Raymond VI de Toulouse, d'Albéric Taillefer de Toulouse, d'Adélaïde de Toulouse et de Baudouin de Toulouse.                                                                    |
|          | Jeanne d'Angleterre (1165-1199)  | - Guillaume II de Sicile (mariage en 1177) - Raymond VI de Toulouse (mariage en 1196)                                                                                         | - Reine de Sicile et princesse de Tarente (1177-1189) - Comtesse de Toulouse et marquise de Provence (1196-1199)                                                        | - Princesse de la Maison Plantagenêt. Fille d'Henri II d'Angleterre et d'Aliénor d'Aquitaine. - Mère de Raymond VII de Toulouse. |
|          | Éléonore d'Aragon (1182-1226)    | - Raymond VI de Toulouse (mariage en 1202) | - Comtesse de Toulouse et marquise de Provence (1202-1222) | - Princesse de la Maison de Barcelone. Fille d'Alphonse II d'Aragon et de Sancha de Castille. |
|          | Sancie d'Aragon (1186-1241)      | - Raymond VII de Toulouse (mariage en 1211) | - Comtesse de Toulouse et marquise de Provence (1222-1241) | - Princesse de la Maison de Barcelone. Fille d'Alphonse II d'Aragon et de Sancha de Castille. - Mère de Jeanne de Toulouse. |
|          | Jeanne de Toulouse (1220-1271)   | - Alphonse de Poitiers (mariage en 1241) | - Comtesse de Poitiers (1241-1271) - Comtesse de Toulouse et marquise de Provence (de plein droit, 1249-1271)                                                           | - Princesse de la Maison de Toulouse. Fille de Raymond VII de Toulouse et de Sancie d'Aragon. |

## Maison de Montfort-l'Amaury(1215–1218)
En opposition avec la Maison du Toulouse.
| Nom (dates)                     | Époux                                    | Titres                                                                                                | Eléments biographiques |
| ------------------------------- | ---------------------------------------- | --- | --- |
| Alix de Montmorency (1173-1221) | - Simon IV de Montfort (mariage en 1190) | - Dame de Montfort (1190-1218) - Comtesse de Leicester (1204-1218) - Comtesse de Toulouse (1215-1218) | - Princesse de la Maison de Montmorency. Fille de Bouchard V de Montmorency et de Laurence de Hainaut. - Mère d'Amaury VI de Montfort, de Guy de Montfort-Bigorre, de Simon V de Montfort et d'Amicie de Montfort. |

## Maison de Bourbon(1681-1737)
| Portrait | Nom (dates)                            | Époux                                                                                             | Titres                                                               | Eléments biographiques | Armoiries |
| -------- | -------------------------------------- | ------------------------------------------------------------------------------------------------- | -------------------------------------------------------------------- | --- | --------- |
|          | Marie-Victoire de Noailles (1688-1766) | - Louis de Pardaillan de Gondrin (mariage en 1707) - Louis-Alexandre de Bourbon (mariage en 1723) | - Marquise de Gondrin (1707-1712) - Comtesse de Toulouse (1723-1737) | - Princesse de la Maison de Noailles. Fille d'Anne-Jules de Noailles et de Marie-Françoise de Bournonville. - Mère de Louis de Pardaillan de Gondrin, d'Antoine-François de Pardaillan de Gondrin et de Louis-Jean-Marie de Bourbon. |           |